# Hans Swarowsky
Hans Swarowsky (Budapest, Hongria, 16 de setembre de 1899 - Salzburg, Àustria, 10 de setembre de 1975) fou un director d'orquestra austríac.
Estudià composició a Viena amb Arnold Schönberg i Anton Webern, piano amb Maurice Rosenthal i Ferruccio Busoni, i direcció d'orquestra amb Richard Strauss (que més tard es convertí en el seu protector), Felix Weingartner i Clemens Krauss.
En els seus anys d'estudiant en la Universitat de Viena fou decisiu per a la seva elecció artística escoltar en el "Musikverein" la Simfonia núm. 3 de Gustav Mahler, dirigida pel jove Wilhelm Furtwängler. Felix Weingartner i Clemens Krauss. De Viena Swarowsky va començar a dirigir a Stuttgart, Gera, Hamburg (1932), Berlín (1934), per raons polítiques es traslladà a Zúric on va romandre de (1937-1945). De totes maneres, durant el III Reich, va poder tornar Alemanya sota la protecció de Richard Strauss, malgrat que amb la condició de desenvolupar sols una activitat didàctica i dramatúrgica. Felix Weingartner i Clemens Krauss. Després dirigí a Cracòvia (1944-1946), Graz (1947-1950) i a l'Òpera de l'Estat de Viena (1957). Va ser director titular de la Royal Scottish National Orchestra, de 1957 a 1959. Des de 1959 fou director titular de l'Orquestra Simfònica de Viena, i seguia sent director convidat de l'Òpera de l'Estat de Viena. La fama de Hans Swarowsky prové sobretot de la seva reputació com a professor. Durant molts anys el professor Swarowsky va impartir classes magistrals a l'Acadèmia de Música i Art Dramàtic de Viena que ell mateix dirigia des del 1946 i, que havia fundat junt R. Strauss. Felix Weingartner i Clemens Krauss. Els estudiants famosos de Swarowsky inclouen Claudio Abbado, Albert Rosen, Jesús López-Cobos, Bruno Weil, Mariss Jansons, Giuseppe Sinopoli, Zubin Mehta i Salvador Mas.
Hans Swarowsky feu molts enregistraments amb l'Orquestra Simfònica de Viena i l'Orquestra d'Òpera de l'Estat de Viena. Va enregistrar L'anell del nibelung complet amb l'orquestra del Teatre Nacional de Praga.